# Нарым
Нары́м (от южносельк. няр — болото) — село в Парабельском районе Томской области, в прошлом город, острог. Административный центр Нарымского сельского поселения.
Население — 817 человек (2021).
Село включено в список исторических населённых мест Российской Федерации.

## География
Село расположено на берегу Оби, рядом с местом впадения в неё реки Кеть, в 30 километрах к северу от села Парабель и в 425 километрах от Томска.
Нарым со всех сторон окружён болотами.

## Символика
Городская печать 1635 года содержала изображение белки и двух горностаев, между которыми расположена стрела.
12 марта 1804 года высочайше утверждён герб Нарыма, имевший следующее описание:

В щите, разделённом горизонтально надвое, в верхней половине герб Томский, а в нижнем, на голубом поле, — золотая большая стерлядь: потому что оныя ловятся в реке Оби, находящейся близ сего города.

## История
После того, как князь Пегой Орды Воня в 1595 году отказался платить ясак Русскому царству, Борисом Годуновым было принято решение направить на земли племени Вони, для постройки русской крепости, отряд казаков из Берёзова и Ханты-Мансийска[уточнить] под руководством воеводы Т. Фёдорова, чьими усилиями (что ставится в новейших исследованиях под сомнение) там в 1598 (по другим данным — под руководством воеводы Бориса Доможирова в 1596) году был построен Нарымский острог , который стал первым, из числа основанных русскими, населённым пунктом на территории нынешней Томской области. Затем острог несколько раз переносился на новое место — в 1613 и 1619 годах (в настоящее время место первоначального положения указывается лишь предположительно). На нынешнее место, за безымянной протокой Оби, ниже самого северного рукава Кети, который позже получил название Нарымская протока, перенесён в 1632 году. Данное место, так же как и предыдущие, обильно подмывалось водами Оби, которые уничтожили несколько десятков жилых домов и церковь, поэтому город стал развиваться в сторону возвышенности, известной под названием Колин бор.

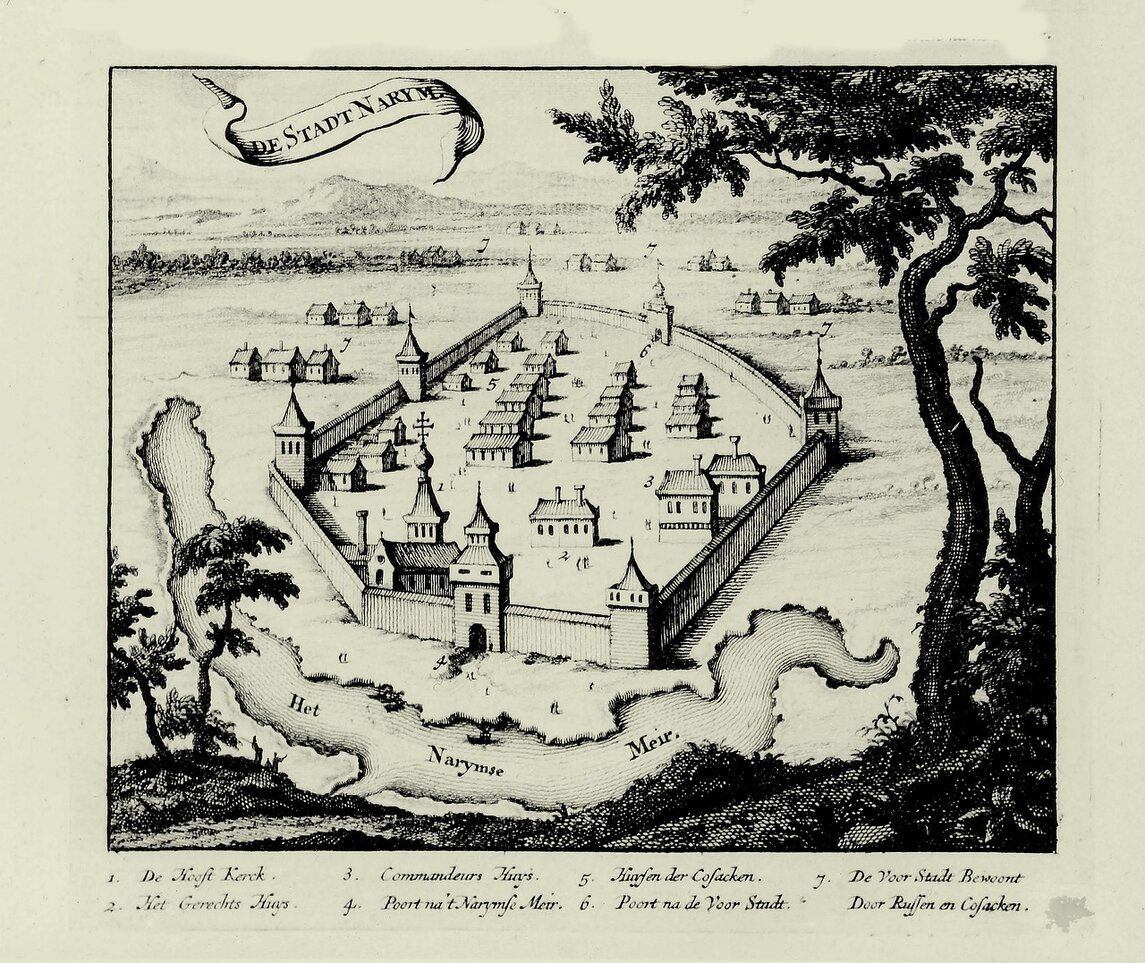
Нарымский острог в конце XVII века

В 1601 году Нарымский острог получил статус города. Тогда же был создан Нарымский уезд.
В 1602 году в верхнем течении реки Кеть был сооружён второй острог — Кетский, через приблизительно пять лет он был перенесён на 200 км ниже по течению, а ещё через 20–30 лет — в сторону от реки.
Первая нарымская церковь была построена в 1612 (по другим сведениям — в 1816) году, через год она сгорела во время общегородского пожара.
По указу Петра I от 1708 года государство было разделено на 8 губерний, город Нарым вошёл в состав Сибирской губернии.
С 1719 по 1764 — город Нарым в составе Тобольской провинции Сибирской губернии. С 1724 по 1726 - Нарым входил в Енисейскую провинцию, а затем опять был возвращен в Тобольскую. 
С 1782 — Нарым в составе Томской области Тобольского наместничества.
С 1796 по 1804 — в Тобольской губернии.
С 1804 — в Томской губернии. 
В 1819 году Нарымская городская дума подала прошение томскому гражданскому губернатору о её упразднении из-за недостаточности собираемых городских доходов. Прошение было удовлетворено, и из органов городского управления была оставлена одна ратуша.
В 1822 году Нарым стал заштатным городом Томской губернии, а в 1834 году ратуша была закрыта и управление городом перешло к старосте.
В Нарыме жили и вели своё дело многие торговцы и предприниматели, в числе которых: династия купцов Родюковых (самым влиятельным из которых был Дормидонт Иванович), Квитнилион Прянишников и Н. И. Щепетильников.
Практически с самого своего основания Нарым был местом политической ссылки. Сюда прибывали на поселение декабристы, участники польских восстаний, народники, революционеры, раскулаченные и  репрессированные.
Постановлением ВЦИК от 6 июня 1925 года Нарым лишён статуса города и признан селом.

### Старейшие селькупские поселения около Нарыма
Древними поселениями, просуществовавшими до XIX в., была насыщена местность около Нарымского острога. «Самыми древнейшими» здесь считались юрты Татауровы, стоявшие непосредственно на том месте, где был построен русский острог. А. Ф. Плотников из собранных им в архиве нарымского Крестовоздвиженского собора материалов привел сведения, что «в 1776 г. в юртах этих было 8 домов с 42 жителями обоего пола». А. Ф. Плотников приводит сведения, что «при постройке Нарымского острога юрты были переведены далее от этого места, верст на 5 ниже». Затем население разъехалось «в виду стеснения их жителями г. Нарыма при рыбных промыслах». Плотников сообщает, что в 1807 г. этих юрт уже не было, однако они упоминались еще в переписи 1859 г.: ю. Татауровы еще существовали, в них обитало 36 человек. Также «старейшими селениями» около Нарыма являлись юрты Конкины (по переписи 1859 г. – 27 человек) и Карбанак («последние перестали существовать к 1840 г.»).
Из юрт Татауровых, бывших на месте Нарымского острога, жители сначала отселились на 5 верст ниже по Оби, а в 1807 г. этих юрт предположительно не стало совсем, так как «более половины жителей вымерло, а остальные, в числе 19 человек обоего пола, разъехались по разным селениям, в виду стеснения их жителями г. Нарыма». Также «перешли в разные юрты» обитатели поселка (юрт) Конкина, «так как были стесняемы теми же мещанами г. Нарыма».

## Достопримечательности
Все основные объекты Нарыма, представляющие интерес для туристов, связаны с темой политической ссылки. Большинство из них сосредоточены на улице, ныне носящей имя одного из местных ссыльных — В. В. Куйбышева. Там расположены:
- Нарымский музей политической ссылки (филиал Томского областного краеведческого музея). Первоначальное название — «Нарымский музей имени И. В. Сталина». Решение об основании музея было принято в 1938 году Новосибирским обкомом ВКП(б). Три года спустя главное здание музея (дом 33) в стиле крестьянской избы было достроено, однако для посетителей экспозиция была открыта лишь в 1948 году. Рядом с основным зданием музея установили специально перенесённые туда дом Алексеевых (дом 33а), в котором снимал жильё отбывающий ссылку Сталин, и здание каталажной тюрьмы (дом 33б), в камере которой содержались ссыльные В. В. Куйбышев и Я. М. Свердлов. Согласно распоряжению Министерства речного флота СССР, все курсирующие мимо нарымской пристани пассажирские пароходы должны были останавливаться на ней не менее чем на три часа, с целью посещения музея их пассажирами. В 1956 году, после того как был разоблачён культ личности «вождя народов», музей был временно закрыт, но два года спустя, решением Томского обкома КПСС, он был реорганизован[5] в Мемориальный музей политических ссыльных большевиков Нарымского края[9]. Под этим названием учреждение впервые открыло двери для посетителей 27 марта 1960 года. Последнюю реорганизацию музей претерпел в конце 1980-х годов, когда и получил нынешнее название. В отличие от предыдущих, современная экспозиция музея уделяет внимание не только большевикам, но и другим политическим узникам Нарымского края;
- Усадьба с домом полицейского управления (дом 1), в котором ссыльные были обязаны периодически отмечать своё присутствие;
- Лавка купца Родюкова (дом 15) — кирпичное здание, где ссыльные не только запасались продуктами, но и получали нелегальную корреспонденцию от иностранного бюро Центрального комитета РСДРП;
- Избы, где проживали другие политссыльные (дома под номерами: 2, 5, 6, 8, 9, 10, 11, 12, 18, 20, 24, 26, 28, 32, 42, 44, 50)[5].

Также в число достопримечательностей Нарыма входят:
- Деревянный дом построенный ссыльными участниками польского восстания (нынешний адрес — переулок Сибирский, дом 6)[5];
- Кладбище с могилами политических ссыльных, которые скончались в период отбытия нарымской ссылки;
- Колин бор — место проведения маёвок политссыльных[9].

## В искусстве

### Художественная литература
- В романе Георгия Маркова «Сибирь» большая часть действия происходит в Нарыме[19].
- Роман Геория Сидорова «Хронолого-эзотерический анализ современной цивилизации» упоминает Нарым и повествует о ссылке Сталина в этих краях[источник не указан 1616 дней].

### Телевидение
- «Развод по-нарымски» — телеспектакль 1972 года по мотивам цикла произведений Виля Липатова о сельском участковом милиционере Фёдоре Анискине, с Михаилом Жаровым в главной роли.

### Фольклор
- Существует местная поговорка — «Бог создал Крым, а чёрт Нарым» (другой вариант — «Бог создал рай, а чёрт — Нарымский край»)[20][11].
- Песня неизвестного автора «Комиссионный решили брать», написанная в жанре блатного фольклора, которую популяризовал Аркадий Северный, заканчивается строками:

«Начальник к морю —

на берег в Крым,

Грузин — в Тбилиси,

я без паспорта — в Нарым».

## Население
Сразу после основания Нарымского острога в нём поселились строившие его казаки в количестве 20 человек, в обязанности которых входило взимание с аборигенного населения ясака. К 1625 году число казаков-нарымчан увеличилось до сорока двух. В дальнейшие годы население продолжало увеличиваться: в 1646 году — 92 человека, в 1730 году уже 164 жителя, в 1802 году — 1207 человек, в 1864 году — 1441 житель. Затем статистика отмечает тенденцию к уменьшению численности населения Нарыма, так, в 1898 году оно составило 1125 человек. В 1908 году, благодаря прибывшим ссыльным, население достигло цифры в 1500 человек. К 1917 году население упало до 1144 человек. 
После Октябрьской революции использование Нарыма в качестве места ссылки временно прекратилось, ссыльные покинули Нарым, а его население к 1923 году упало до 900 жителей. Возобновление ссылки в Нарым в 1930-х годах вновь увеличило количество нарымчан. Первая перепись населения после развенчания культа личности Сталина, проведённая в 1959 году, зафиксировала цифру в 1300 человек, затем тенденция к сокращению численности населения Нарыма возобновилась.
| 1633 | 1643 | 1662  | 1785  | 1822  | 1851  | 1864  | 1867  | 1879  | 1897  | 1904 | 1911 |
| ---- | ---- | ----- | ----- | ----- | ----- | ----- | ----- | ----- | ----- | ---- | ---- |
| 46   | ↗55  | ↗74   | ↗827  | ↗914  | ↗916  | ↗1441 | ↗1673 | ↗2284 | ↘1129 | ↘854 | ↗895 |
| 1939 | 1952 | 1959  | 1970  | 1977  | 1979  | 1989  | 2002  | 2008  | 2010  | 2012 | 2013 |
| ↘672 | ↗888 | ↗1291 | ↘1010 | ↗1057 | ↗1237 | ↘1204 | ↘1063 | ↘995  | ↘947  | ↘919 | ↘886 |
| 2014 | 2015 | 2021  |       |       |       |       |       |       |       |      |      |
| ↘882 | ↘852 | ↘817  |       |       |       |       |       |       |       |      |      |

## Средства массовой информации

### Радиостанции
- 103,7 МГц — Радио России /ГТРК «Томск»[28]

### Телевидение
Эфирное цифровое вещание (из Парабели)
- Первый мультиплекс цифрового телевидения России (пакет цифровых телеканалов «РТРС-1»)
- Второй мультиплекс цифрового телевидения России (пакет цифровых телеканалов «РТРС-2»)

## Люди, связанные с Нарымом
- Иван Асташев — русский золотопромышленник и меценат (родился в Нарыме);
- Гантимур — тунгусский князь, родоначальник князей Гантимуровых (умер в Нарыме в 1684 году);
- Философ Горохов — крупный томский предприниматель-золотопромышленник, миллионер и один из самых влиятельных людей Томска середины XIX века, «томский герцог», прославился невероятно роскошными балами в своем томском имении (служил в Нарыме — коллежский регистратор в окружном суде);
- Вадим Кожевников — русский советский писатель (родился в Нарыме в семье политического ссыльного[5]);
- Виктор Пепеляев — Председатель Совета Министров в правительстве у Колчака (родился в Нарыме);
- Порфирий Ратушный — уральский журналист и писатель (родился в Нарыме);
- Тугарин-Фёдоров — сургутский атаман, первостроитель Нарыма;

### Ссыльные
- Исаак Астров — революционер;
- Болеслав Шостакович — революционер, прадед Дмитрия Дмитриевича Шостаковича. Сослан в 1866 году;
- Павел Дунцов-Выгодовский — декабрист;
- Аркадий Иванов — революционер[5];
- Владимир Косарев — революционер[5];
- Валериан Куйбышев — революционер[5][7];
- Николай Мозгалевский — декабрист;
- Ян Пече — революционер;
- Алексей Рыков — революционер[7];

- Яков Свердлов — революционер[5][7];
- Вениамин Свердлов — революционер;
- Ивар Смилга — революционер (1927—1929[прояснить]);
- Иван Смирнов — революционер[5];
- Иосиф Сталин — революционер[5][7];
- Михаил Томский — революционер;
- Александр Шишков — революционер[29];
- Николай Яковлев — революционер[5]
- Иван Яковлевич Бусев — политический заключённый 1905—1907 года